# Didier Theys
Didier Theys est un pilote automobile belge, né le 19 octobre 1956 à Nivelles.
Débutée à la fin des années 1970, il a arrêté sa carrière après les 1 000 kilomètres de Spa 2009.

## Palmarès

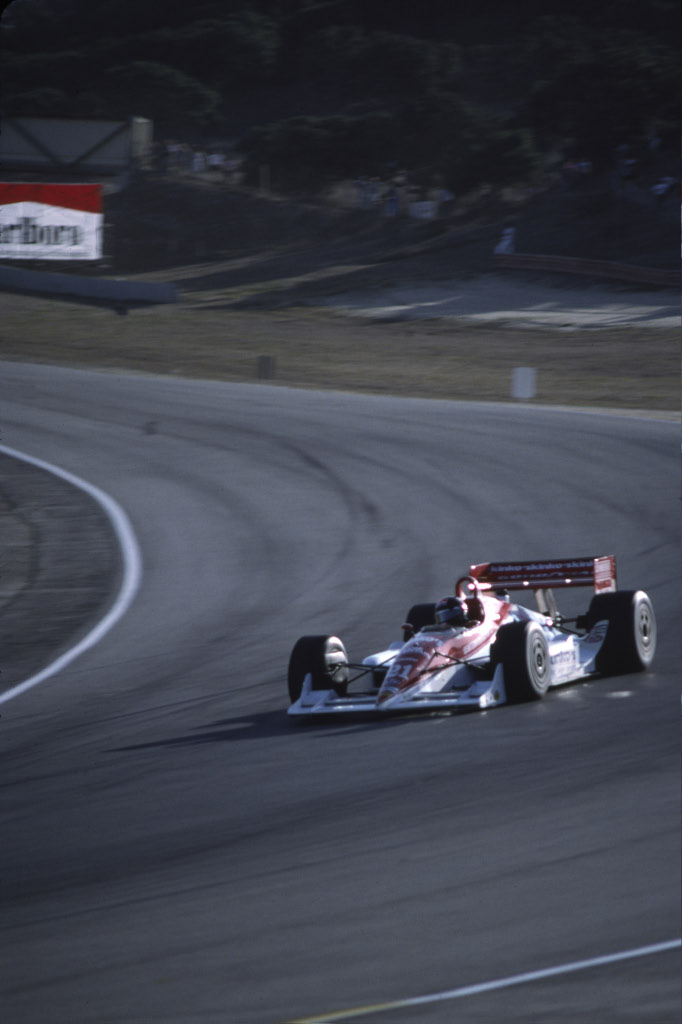
Didier Theys, en Champ Car, en 1991

- Champion des États-Unis de Formule Super Vee en 1986 (sur Martini MK-47/MK-50 - 5 victoires)
- Vainqueur des American Racing Series 1987 (3 victoires)
- Vainqueur des 24 Heures de Spa 1987
- Vainqueur des 24 heures de Daytona en 1998 et 2002 (2e 1996)
- Vainqueur des 12 heures de Sebring 1998 (3e 1996)
- Vainqueur des 6 Heures de Watkins Glen 1998 et 2001
- Vainqueur du test de Daytona 1999 et 2002 (2e 1997)
- Vainqueur du Rolex Sports Car Series 2002 (2e en 2000 et 3e en 2001 - 8 victoires en 3 saisons)
- Vainqueur des 1 000 kilomètres du Nürburgring 2005 en catégorie LMP2
- Vainqueur des 1 000 kilomètres de Monza 2007 en catégorie LMP2

(et également: 2 Heures 30 du Paul-Ricard 1998, 2 Heures 15 de Lime Rock 1999, 500 miles Road America 2000 et 2001, 250 miles d'Homestead 2000 et 2002, 400 miles California 2002, 6 Heures du Mont-Tremblant 2002, 200 miles de Watkins Glen 2004)